# توگا (بورکینافاسو)
توگا شهری در شهرستان تیکاره در استان بام در بورکینافاسوی شمالی است و جمعیت آن ۷۳۹ نفر است.